# Tournefortia ulei
Tournefortia ulei är en strävbladig växtart som beskrevs av Vaupel. Tournefortia ulei ingår i släktet Tournefortia och familjen strävbladiga växter. Inga underarter finns listade i Catalogue of Life.